# DOS Navigator
DOS Navigator — консольный двухпанельный файловый менеджер для OS/2 и DOS, разработанный молдавской компанией Ritlabs. Основная идея была взята из «Norton Commander»: две панели с каталогами, верхнее меню со всем набором команд плюс нижнее меню, где располагались наиболее часто используемые команды (назначенные также функциональным клавишам).
Программа обладает теми же возможностями, что и «Norton Commander», со множеством дополнительных функций. Среди преимуществ — использование (более ёмкой) EMS-памяти, trashcan для удаления файлов в «корзину», неограниченное количество панелей, поддержка расширенных текстовых видеорежимов, создание ссылок на объекты файловой системы, поддержка большого числа архиваторов, встроенные приложения и многое другое.
В числе встроенных приложений можно отметить редактор дисков, редактор электронных таблиц, калькулятор, терминал, расширенная утилита форматирования дисков, просмотр баз данных, UU-кодер/декодер, CD-проигрыватель, телефонная книжка и даже игра тетрис. Причём это далеко не полный список.
Отдельно стоит отметить реализацию некого подобия многозадачности — пользователь мог свободно переключаться между встроенными приложениями выполняя при этом, например, операции копирования и форматирования в «фоновом» режиме.
В данный момент распространяется в открытых исходных кодах. Существует несколько веток развития. Портирован под платформы Windows и Linux.

## История
Начальная версия DOS Navigator 0.90была выпущена в 1991 году и разрабатывалась Стефаном Танурковым, Андреем Заболотным и Сергеем Мельником (все из Кишинёва). Позже DOS Navigator был переписан с использованием Turbo Vision Танурковым и Дмитрием Доценко (во время разработки Дмитрий учился в МГУ). Эта версия обозначается как DOS Navigator II.
В 1993 году Вячеслав Филимонов пригласил Стефана присоединиться к группе разработчиков для продолжения работы над проектом совместными усилиями. Филимонов также участвовал в разработке новых компонентов, дизайна и многочисленных оптимизациях и улучшениях.
DOS Navigator II активно разрабатывался до начала 1995 года (до версии 1.35). После версии 1.35 в разработке участвовали и другие программисты. Начиная с версии 1.37 Филимонов и Илья Багдасаров занимаются исправлением ошибок. Версии с 1.37 по 1.39 разрабатывались только Славой и Ильей. После их ухода DOS Navigator снова поддерживается Стефаном, а также новым разработчиком — Максимом Масютиным.
В 1998 разработка в основном заменена исправлением ошибок, так как компания Ritlabs сосредотачивается на новом многообещающем продукте The Bat!.
Последней версией выпущенной под лицензией shareware была 1.50. В конце 1999 года Ritlabs сделала версию 1.51 полностью бесплатной и выложила в свободный доступ исходный код программы.
После того как стали доступны исходные коды, появляется несколько альтернативных веток Dos Navigator от различных разработчиков. Предпринимаются попытки создания версии для Linux.

## Недостатки
Оригинальный DOS Navigator содержал большое количество кода на ассемблере, затрудняющего портирование на другие платформы. Кросс-платформенная версия DOS Navigator OSP, в свою очередь, привязана к компилятору и библиотеке времени выполнения Virtual Pascal, которые в настоящее время не развиваются и не поддерживаются. Ни одна версия DOS Navigator не поддерживает Unicode на платформах помимо Windows, хотя кросс-платформенная реализация Turbo Vision для Pascal с поддержкой Unicode уже существует. Также существуют проблемы с лицензионной чистотой исходного кода.

### Лицензия на исходный код
Исходный код DOS Navigator был опубликован под 3-пунктовой лицензией BSD. Однако код включал в себя реализацию библиотеки Turbo Vision на основе версии из дистрибутива Turbo Pascal, а последняя никогда не публиковалась под лицензией, допускающей создание производных работ. Кроме того, DOS Navigator OSP содержит модифицированные части библиотеки времени выполнения Virtual Pascal, при этом лицензия на сам Virtual Pascal прямо запрещает распространение модифицированных версий, впрочем, не ясно, относится ли это только к компилятору или к библиотеке времени выполнения тоже.